# Osičky

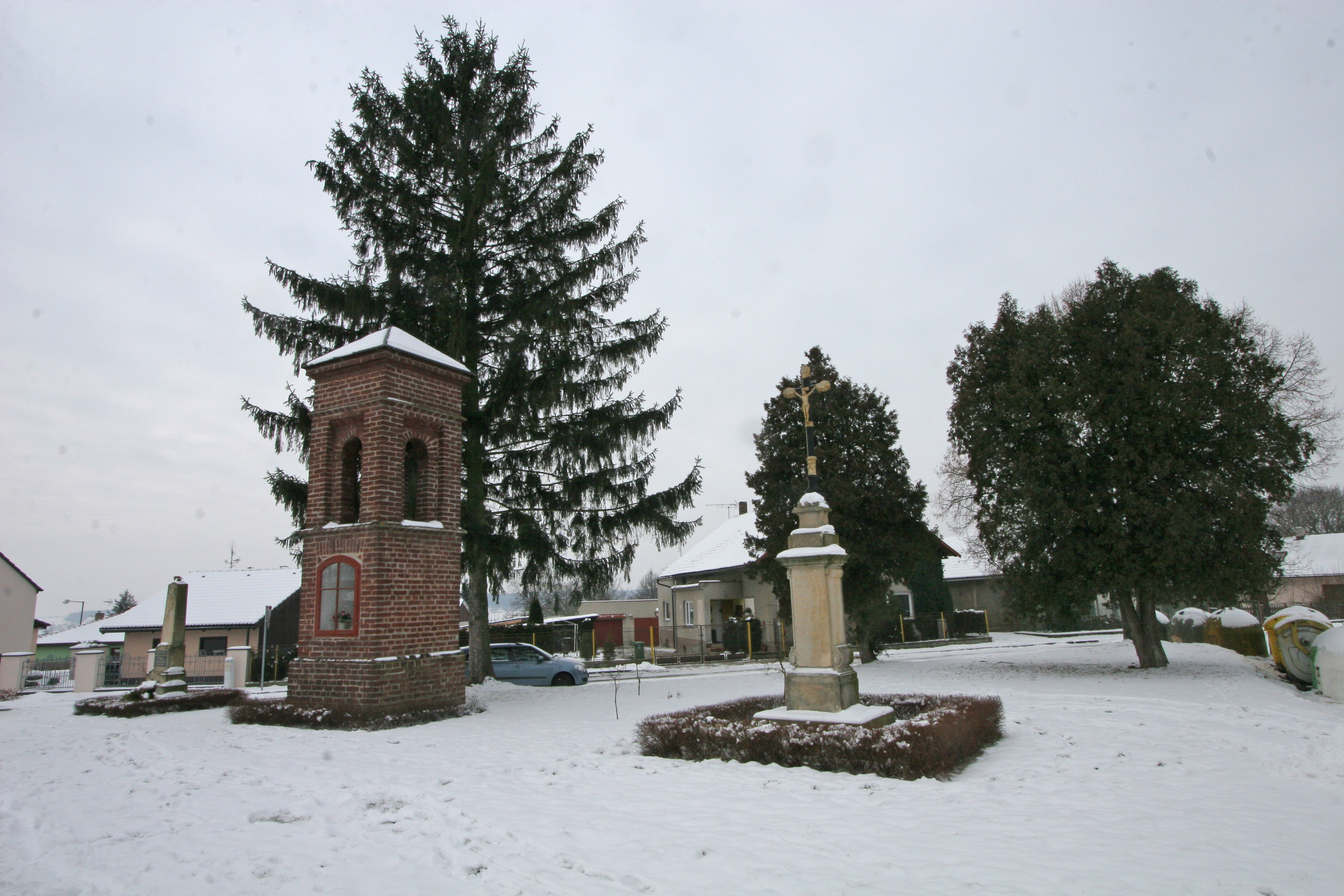
Glockenturm und Kreuz auf dem Dorfplatz

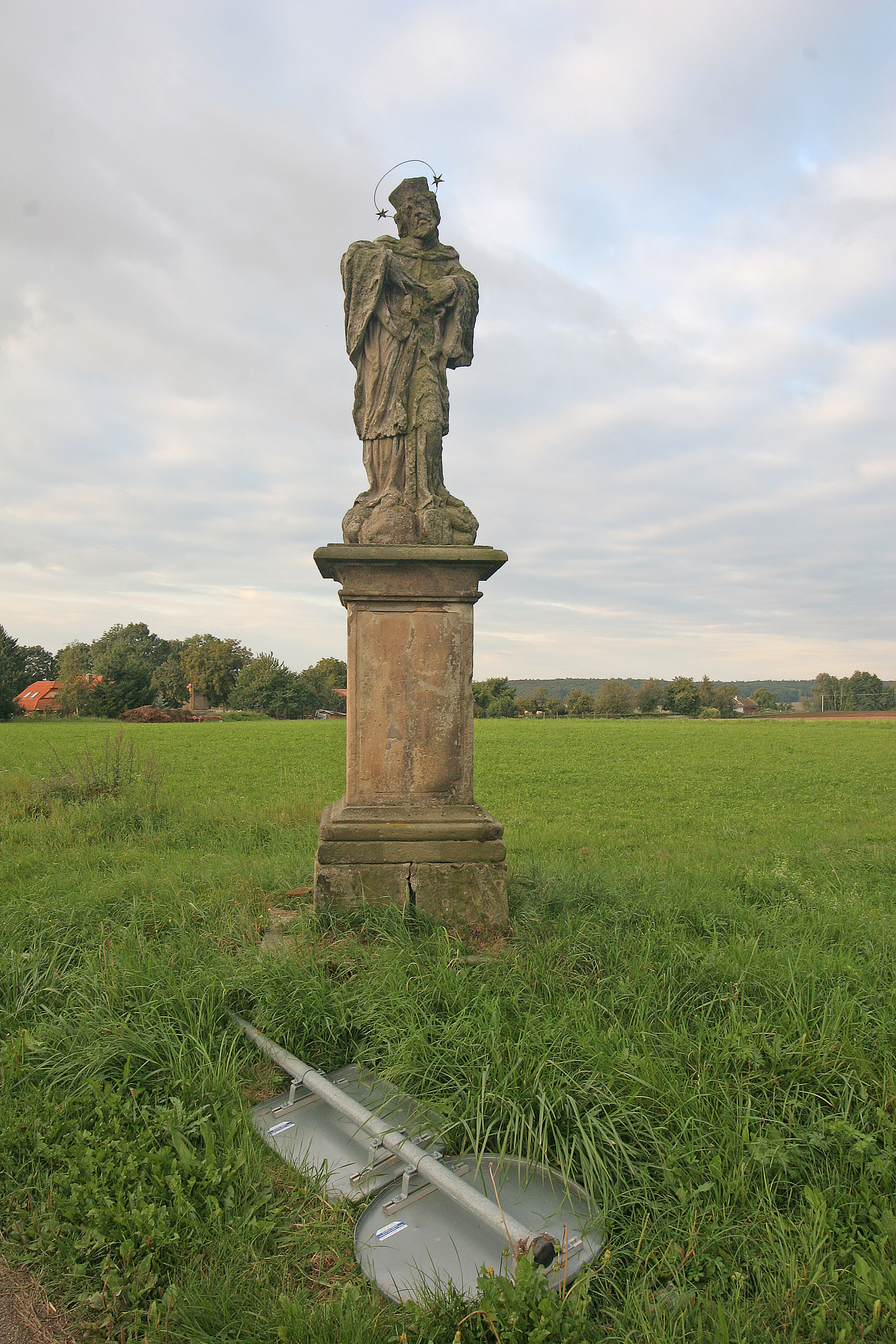
Statue des hl. Johannes von Nepomuk

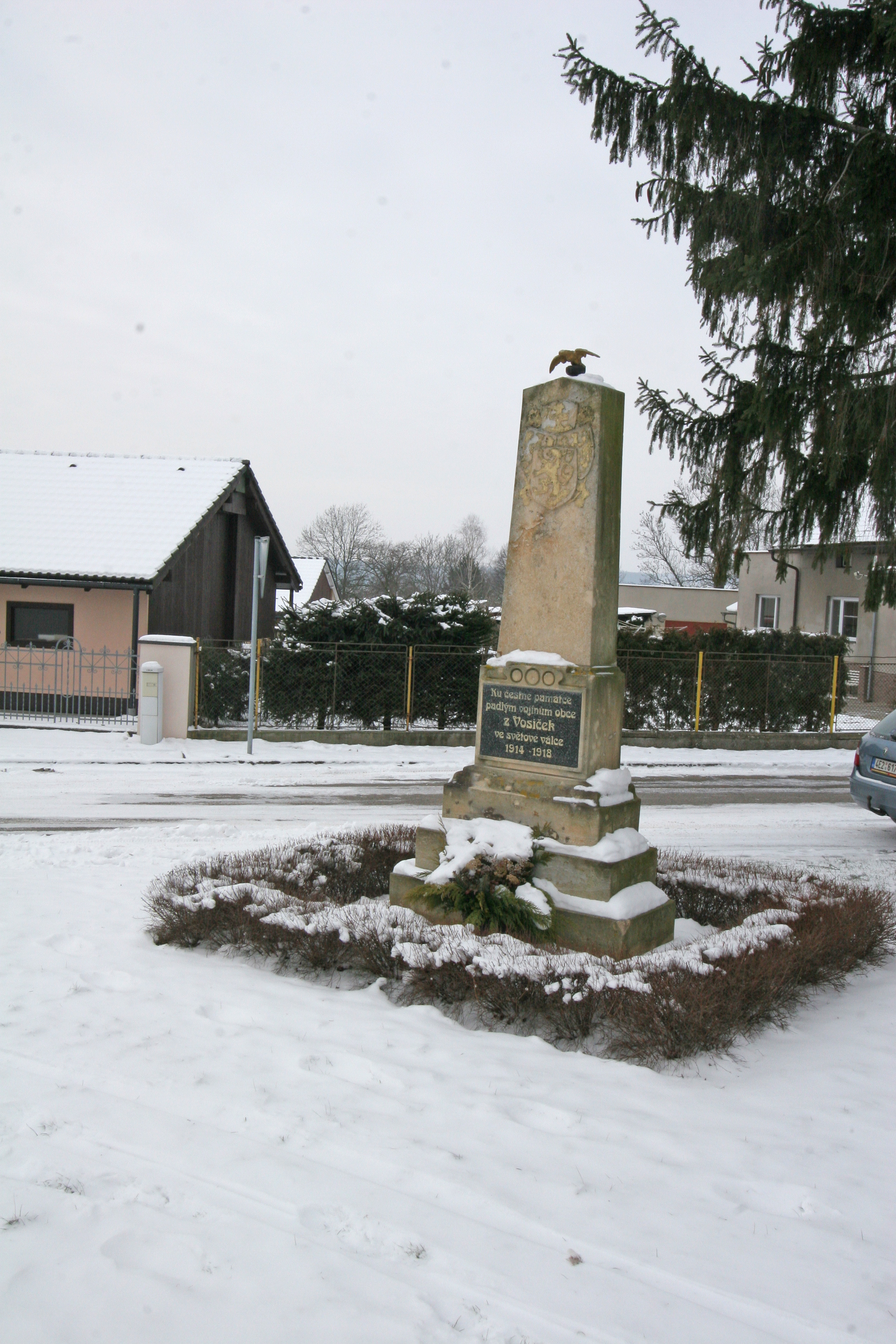
Gefallenendenkmal

Osičky (deutsch Klein-Wositz, auch Wositschek) ist eine Gemeinde im Okres Hradec Králové in Tschechien. Sie liegt 14 Kilometer südwestlich des Stadtzentrums von Hradec Králové.

## Geographie
Osičky befindet sich zusammen mit Osice auf einer Anhöhe der Dobřenická plošina (Dobrzenitzer Hochfläche). Am westlichen Ortsrand entspringt der Bach Černská strouha. Im Südwesten erhebt sich der Na Víně (267 m n.m.), westlich die Velká Dorota (292 m n.m.). Südlich des Dorfes verläuft die Dálnice 11/E 67.
Nachbarorte sind Syrovátka und Trávník im Norden, Polizy im Nordosten, Osice im Osten, Plch im Südosten, Dolany im Süden, Rohoznice und Pravy im Südwesten, Kuklínky und Dobřenice im Westen sowie Benátky im Nordwesten.

## Geschichte
Archäologische Funde belegen eine frühzeitliche Besiedlung des Wositzer Hügels.
Die erste schriftliche Erwähnung von villam Ozicih erfolgte 1073 in der Gründungsurkunde des Klosters Opatowitz; das Dorf gehörte neben Opatovice, Vysoká und Přelouč zur anfänglichen Dotation des Benediktinerklosters. Nachdem das Kloster während der Hussitenkriege zerstört worden war, überschrieb König Sigismund das Dorf 1436 an Diviš Bořek von Miletínek, dabei wurde auch erstmals zwischen Osičky und Osice unterschieden. 1491 erwarb Wilhelm von Pernstein zu dieser Zeit das als Osice Malé bezeichnete Dorf und schlug es der Herrschaft Pardubice zu. Im 16. Jahrhundert wurde der Ort Vosičky genannt. Jaroslav von Pernstein verkaufte die Herrschaft Pardubitz im Jahre 1560 an König Ferdinand I. Die Frondienste hatten die Bewohner von Vosičky auf dem Hof in Ždánice abzuleisten. Seit der Mitte des 17. Jahrhunderts wurde Vosice Malé als Ortsname verwendet. 1775 brach auf der angrenzen Herrschaft Dobřenice ein Bauernaufstand aus; da die Lasten der Untertanen der k.k. Kameralherrschaft erträglicher waren, beteiligten sich die Bewohner von Vosice Malé nicht daran.
Im Jahre 1835 bestand das im Chrudimer Kreis gelegene Dorf Wositschek bzw. Wosiček, auch Klein-Wositz genannt, aus 35 Häusern, in denen 288 Personen, darunter eine jüdische Familie, lebten. Pfarrort war Wositz. Bis zur Mitte des 19. Jahrhunderts blieb Wositschek der k.k. Kameralherrschaft Pardubitz untertänig.
Nach der Aufhebung der Patrimonialherrschaften bildete Vosičky ab 1849 eine Gemeinde im Gerichtsbezirk Pardubitz. Ab 1868 gehörte die Gemeinde zum Bezirk Pardubitz. Auf Anordnung der Linguistischen Kommission in Prag wurde 1921 der Ortsname in Osičky abgeändert. Im Zuge der Bodenreform erhielten die Kleinbauern von Osičky in den 1920er Jahren einen geringen Anteil vom Dobřenicer Großgrundbesitz. 1949 wurde Osičky dem Okres Hradec Králové-okolí zugeordnet; dieser wurde im Zuge der Gebietsreform von 1960 aufgehoben, seitdem gehört die Gemeinde zum Okres Hradec Králové. Von 1976 bis 1990 war Osičky nach Lhota pod Libčany eingemeindet.

## Gemeindegliederung
Für die Gemeinde Osičky sind keine Ortsteile ausgewiesen.

## Sehenswürdigkeiten
- Statue des hl. Johannes von Nepomuk aus dem Jahre 1724
- Gemauerter Glockenturm in Klinkerbauweise auf dem Dorfplatz
- Kreuz auf dem Dorfplatz
- Gedenkstein für die Gefallenen des Ersten Weltkrieges, auf dem Dorfplatz